# Gilbert Stellardo
Gilbert Stellardo, né le 4 septembre 1939 à Vichy (Allier), est un chef d'entreprise et homme politique français. Longtemps propriétaire d'hôtels, il est de juin 2002 à juin 2016 l'un des actionnaires du club de football de l'Olympique gymnaste club Nice Côte d'Azur, dont il est président de septembre 2009 à juillet 2011.

## Origine et famille
Ses parents et grands-parents sont des immigrés italiens, venus à pied à Nice depuis le Piémont, dans les années 1920. La famille s'installe rue Prince-Maurice dans le quartier Vernier. Sa mère travaillant lors de l'été 1939 à l'hôtel Carlton de Vichy, c'est dans cette ville que naît Gilbert Stellardo. Le reste de l'année, ses parents travaillent comme domestiques à l'hôtel Mirabeau de Nice, avenue Malausséna. En 1945, ils deviennent propriétaires d'un bistrot, rue Barbéris, puis en rachetant les appartements situés au-dessus et en rajoutant un troisième étage à l'immeuble, ils créent l'hôtel Sportmen en 1958.

## Hôtellerie
Gilbert Stellardo se lance lui aussi dans le domaine de l'hôtellerie. Il s'associe à Alain Tronconi et ensemble ils rachètent progressivement plusieurs hôtels à partir de 1969. Quatre hôtels sont ainsi acquis à Nice : l'Atlantic (aujourd'hui Boscolo Exedra Nice), le Francia, le Park Hôtel et le Plaza. Il devient ainsi administrateur du groupe PAP (sigle pour Plaza, Atlantic, Park Hôtel). Ailleurs en France sont achetés le Grand hôtel de Lyon puis le Méditerranée à Menton. Le 7 septembre 2000, il cède ses hôtels au groupe italien Boscolo. L'opération rapporte 400 millions de francs,.

## Engagement socio-professionnel
Il occupe diverses responsabilités durant plusieurs décennies dans le domaine socioprofessionnel. En 1970, il devient président du syndicat local des hôteliers puis en 1973, président de l'union patronale dans les Alpes-Maritimes. En 1988 il est élu président de la chambre de commerce et d'industrie de Nice-Côte d'Azur, poste qu'il occupera jusqu'en 1994, avant de prendre la tête de la chambre de commerce et d'industrie de région Provence-Alpes-Côte d'Azur de 1995 à 1998. Il est également président de l'Union des chambres de commerce et établissements gestionnaires d'aéroports (aujourd'hui Union des aéroports français) de 1988 à 1995.

## Carrière politique
Parallèlement à ses activités professionnelles, il s'engage en politique, modestement d'abord des années 1970 à 1980, puis plus amplement à partir de 1994. De 1977 à 1983, il est conseiller municipal de Jacques Médecin. Lors des élections législatives de 1978, il est le trésorier de Charles Ehrmann (UDF) se présentant dans la première circonscription des Alpes-Maritimes. En 1994 il décide de rallier Jacques Peyrat, qui venait de quitter le Front national, en vue de l'élection municipale de 1995 à Nice. Il lui apporte une sorte de « caution d'honorabilité » ainsi que la confiance du milieu du tourisme, important dans cette ville. 
Une fois Peyrat élu, il est nommé premier adjoint de la municipalité, chargé des finances. Il doit alors régler le problème de la dette de la commune, la plus importante de France à cette époque (2 300 euros par habitant de passif). Profitant de la faiblesse des taux d'intérêt des emprunts, il parvient à assainir les finances de la ville. En sept années, la dette est divisée par deux et les possibilités d'autofinancement atteignent 91 millions d'euros en 2002 alors qu'elles étaient nulles en 1995. Il est également quelque temps président de l'Office public des Alpes-Maritimes (OPAM), organisme qui gère les logements sociaux à Nice. Néanmoins, à la fin du premier mandat municipal, les relations entre Jacques Peyrat et lui se détériorent. Il est toutefois réélu en 2001 au conseil municipal, toujours avec Peyrat. Cependant, un mois après l'élection, il annonce qu'il sera candidat à la mairie en 2007 ce qui déplaît fortement au maire. Il lance alors une campagne d'affichage dans la ville afin de mieux se faire connaître auprès des Niçois. Utilisant des panneaux publicitaires, ses affiches portent les slogans : « Tout le monde l'appelle Gilbert » ou encore « Même la gauche l'appelle Gilbert ! ». Jacques Peyrat le conserve toutefois dans son équipe municipale, mais lors de la création de la communauté d'agglomération Nice Côte d'Azur en janvier 2002, il l'empêche de siéger à l'assemblée communautaire. Par la suite la situation entre les deux hommes se normalise pendant quelque temps.
Lors des élections régionales de 1998, il figure en troisième position sur la liste RPR-UDF dans les Alpes-Maritimes, et est élu au conseil régional de Provence-Alpes-Côte d'Azur. 
Lors des élections législatives de 2002, il se porte candidat dans la première circonscription des Alpes-Maritimes contre l'avis du RPR dont il fait partie et qui le suspend, mais avec — dans un premier temps seulement, avant que le RPR ne fasse pression sur eux — le soutien de Jacques Peyrat et de la plupart des conseillers municipaux de la ville. Il échoue finalement avec 12,11 % des suffrages, n'atteignant pas le second tour, lequel voit la victoire du candidat officiel de l'UMP Jérôme Rivière. Après cette défaite, en juillet 2002, le maire lui retire toutes ses délégations ainsi que la présidence de l'OPAM.
En 2008, lors de l'élection municipale, Gilbert Stellardo ne se présente finalement pas et apporte son soutien à Christian Estrosi.

## OGC Nice
En juin 2002, lorsque le club de football de Nice, l'Olympique gymnaste club Nice Côte d'Azur, est menacé, pour des raisons financières, de relégation en national alors qu'il a acquis sportivement sa montée en ligue 1, Gilbert Stellardo apporte une caution personnelle de 770 000 euros. Cet apport participe au sauvetage du club, dont il devient l'un des principaux actionnaires. Avec Maurice Cohen, Marcel Governatori, Louis Bacchialoni et Jean Bessis, il détient la moitié de la société Occicen (l'autre moitié est détenue par Jean-Claude Perrin) qui possède 68 % de la SASP OGC Nice. En mai 2008, avec le départ de Franck Giudicelli, un autre actionnaire du club, qui vend les 27 % de parts qu'il détient, Gilbert Stellardo augmente son poids dans l'actionnariat du club, passant de 31 à 42 %, tout comme Marcel Governatori. 
En septembre 2009, Maurice Cohen le président de l'OGC Nice démissionne et vend aux actionnaires restants les 5 % d'actions qu'il détient. Gilbert Stellardo prend à cette occasion la présidence du directoire du club dont il possède alors avec Marcel Governatori, 85 % du capital. En juin 2011, l'arrivée de l'homme d'affaires niçois Jean-Pierre Rivère en tant que nouvel actionnaire majoritaire du club, par le biais d'une augmentation de capital de 11 à 12 millions d'euros, diminue la part de Gilbert Stellardo, qui ne détient désormais plus que 22,5 % des actions. Celles-ci sont regroupées avec celles des autres actionnaires Marcel Governatori, Louis Bacchialoni et Jean Bessis, au sein d'une holding qui détient 49 % du capital. Le 11 juillet 2011, Gilbert Stellardo cède officiellement son poste de président de l'OGC Nice à Jean-Pierre Rivère, et préside dès lors le conseil de surveillance du club. Le 10 juin 2016, avec les autres actionnaires minoritaires Patrick Governatori, Jean Bessis et Louis Bacchialoni, il vend ses parts dans le club à des investisseurs sino-américains,. La transaction rapporte à ces quatre actionnaires huit à dix millions d'euros d'après l'AFP.